# 우즈베키스탄의 세계유산

우즈베키스탄의 세계유산은 세계유산 위원회를 거쳐 유네스코 세계유산에 등재된 우즈베키스탄의 세계유산을 일컫는다. 우즈베키스탄은 1993년 1월 13일 유네스코 조약에 비준한 이래, 4건의 문화유산과 1건의 자연유산을 보유하고 있다. 

## 목록

### 문화유산
| No. | 사진 | 등록명                 | 소재지         | 등록년도 | 등록기준      | 유네스코 지정번호 | 비고                             |
| 1   |      | 이찬칼라               | 호레즘주       | 1990년   | (ⅲ), (ⅳ), (ⅴ) | 543               |                                  |
| 2   |      | 부하라 역사지구        | 부하라주       | 1993년   | (ⅱ), (ⅳ), (ⅵ) | 602               |                                  |
| 3   |      | 샤크리스얍즈 역사 지구 | 카슈카다리야주 | 2000년   | (ⅲ), (ⅳ)      | 885               | 위험에 처한 세계유산 (2016년 - ) |
| 4   |      | 사마르칸트 문화 교차로 | 사마르칸트주   | 2001년   | (ⅰ), (ⅱ), (ⅳ) | 603               |                                  |

### 자연유산
| No. | 사진 | 등록명            | 소재지                               | 등록년도 | 등록기준 | 유네스코 지정번호 | 비고                             |
| 1   |      | 톈산산맥 서부지역 | 우즈베키스탄 카자흐스탄 키르기스스탄 | 2016년   | (ⅹ)      | 1490              | 카자흐스탄 · 키르기스스탄과 공유 |